# Activision
Activision (stilizzato in ActiVision) è un'azienda statunitense produttrice di videogiochi.
Fondata il 1º ottobre 1979, è stata la prima azienda indipendente a sviluppare e pubblicare videogiochi per console (in precedenza realizzati dai produttori delle console stesse). I suoi primi prodotti furono cartucce per la console Atari 2600, pubblicati tra il luglio 1980 (sul mercato USA) e l'agosto 1981 (nel Regno Unito). Oggi è una delle più grandi editrici di videogiochi al mondo, dietro solo a Electronic Arts, dopo essere stata in cima alle classifiche di vendita negli USA nel 2007.
Nel dicembre 2007 ha annunciato la fusione con Blizzard Entertainment, controllata della Vivendi Games, diventando Activision Blizzard. Vivendi controllava il 68% della nuova società.
Nel 2023 Activision Blizzard è stata acquisita da Microsoft.

## Storia
Activision fu il primo editore di videogiochi indipendente.
Prima che l'azienda avviasse la propria attività, il software per le console era pubblicato esclusivamente dagli stessi produttori dei sistemi hardware per cui i giochi erano stati disegnati; ciò voleva dire che, ad esempio, Atari era l'unico editore dei giochi per il suo sistema Atari 2600. Tale situazione risultava particolarmente irritante per gli sviluppatori dei giochi, in quanto non ricevevano compensi aggiuntivi per i giochi campioni di vendite e non venivano nemmeno accreditati per i giochi da loro creati.
Nel maggio 1979 i programmatori della Atari David Crane, Larry Kaplan, Alan Miller e Bob Whitehead avanzarono all'amministratore delegato dell'azienda Ray Kassar la richiesta di un trattamento pari a quello ricevuto dai musicisti della Warner Communications (gruppo proprietario della Atari), con conseguenti royalties e accreditamento sulle confezioni dei giochi, ricevendo un secco rifiuto condito da parole di disprezzo per il loro ruolo ("[...] chiunque può realizzare una cartuccia [per videogiochi]"), cosicché Crane, Miller, e Whitehead fondarono la Activision nell'ottobre 1979 insieme a Jim Levy, proveniente dall'industria discografica, e all'imprenditore Richard Muchmore, accogliendo Kaplan tra loro dopo breve tempo.
Activision è stata la prima società indipendente sviluppatrice di software per l'Atari 2600 e, a differenza della casa che produceva tale console, accreditava i programmatori dei suoi giochi, dedicandogli addirittura una pagina sul libretto delle istruzioni e sfidando i giocatori a riportare all'azienda i loro migliori punteggi (di solito con una foto a "provarlo") per poter ricevere una toppa ricamata. Tali usanze aziendali aiutarono la giovane azienda ad attrarre programmatori esperti e di talento. Crane, Kaplan, Levy, Miller e Whitehead ricevettero il premio Game Developers Choice "First Penguin" nel 2003 per questo motivo.
Le dimissioni dei quattro programmatori dalla Atari, le vendite dei cui giochi ammontavano a oltre la metà delle vendite totali della casa produttrice, sfociarono in una battaglia legale tra le due aziende che non si risolse fino al 1982, lo stesso anno in cui la Activision pubblicò Pitfall!, un tale best seller per l'Atari 2600 che diede vita a molteplici cloni. Allo scoppiare della crisi dei videogiochi del 1983 la Activision si defilò dal mercato dei giochi per console, dedicandosi ai giochi per personal computer e acquisendo società editrici più piccole.
Contestualmente Activision spostò la propria attenzione verso l'Europa, e in particolare il Regno Unito. Venne fondata la Activision UK Limited a Londra. Il mercato europeo dei videogiochi per computer era il più importante al mondo, mentre negli Stati Uniti, nonostante il maggior numero di macchine presenti, il mercato era ancora influenzato dall'esplosione delle console. Nel 1985 gli uffici Activision di Londra davano lavoro a 30 persone.
Rafforzata dal grande successo in ambito computer di titoli come Ghostbusters, Little Computer People e Transformers, l'azienda raggiunse nuove vette di fama verso la metà degli anni '80, e poté ritornare anche al settore console quando questo risorse dalla crisi grazie ai sistemi Sega e Nintendo.
Dal 1988, essendosi espansa in un campo d'azione così vasto, l'azienda si diede una svolta significativa e iniziò ad acquisire numerosi studi di sviluppo emergenti, divenendo uno degli editori più aggressivi dell'epoca. Nata come società di programmatori indipendenti, si trasformò in un colosso industriale non più incentrato sulle ragioni di programmatori; a volte questo cambio di rotta viene additato come una causa del progressivo allontanamento dei membri fondatori.
La società espanse i suoi interessi anche nel software di produttività, tra cui una linea di titoli HyperCard commercializzata con le etichette TenpointO e Activision Presentation Tools. Nel 1988 cambiò la ragione sociale in Mediagenic, enfatizzando il nuovo orientamento al software di utilità, ma continuò a pubblicare giochi con i marchi Activision e Infocom.
I costi dell'espansione furono tuttavia molto elevati, arrivando fino ad annullare i margini di profitto, perciò si dovettero cercare nuovi investitori. Il magnate statunitense Robert Kotick prese il controllo dell'azienda come amministratore delegato nel 1991. Kotick ridimensionò la Mediagenic, prima riducendola al solo mercato PC e poi mandandola in bancarotta controllata. Il marchio Activision riprese invece il suo ruolo primario e spostò la sede principale nella Silicon Valley. A partire dal
1993 Kotick finanziò una rinvigorita produzione videoludica, con titoli di impatto come la serie MechWarrior, Heavy Gear e Interstate '76.
I successi degli anni '90 rafforzarono ulteriormente l'Activision come editrice. Tra la fine del decennio e l'inizio del successivo, ci fu l'acquisizione di molte software house di prestigio e di importanti serie come Quake, Doom, Call of Duty e Guitar Hero.
La prosperità dell'azienda infine attirò l'interesse del colosso multimediale Vivendi Games, che nel 2008 riuscì a rilevare l'intero pacchetto Activision per circa 18,8 miliardi di dollari. Fusa con la Blizzard Entertainment, l'azienda venne rinominata Activision Blizzard, che rimane uno dei maggiori nomi dell'industria videoludica, con un enorme giro d'affari e di aziende sussidiarie, e con importanti serie all'attivo come Destiny, Skylanders e la suddetta Call of Duty.
Il 13 ottobre 2023 Microsoft acquistò Activision-Blizzard-King per un valore di 69 miliardi di dollari. La fusione era stata annunciata ad aprile 2022, ma la Federal Trade Commission aveva cercato di bloccarla durante l'estate.

## Studi di sviluppo

### Studi attivi
- Beenox Games a Québec in Québec
- Infinity Ward a Los Angeles in California
- Raven Software a Middleton in Wisconsin
- Sledgehammer Games a Foster City in California
- Toys for Bob a Novato in California
- Fox Interactive a Los Angeles in California
- Treyarch a Santa Monica in California
- Vicarious Visions a Mountain View in California e a Troy nello stato di New York
- Z-Axis a Foster City in California

### Studi chiusi
- Luxoflux
- Neversoft
- RedOctane
- Shaba Games

## Videogiochi
Lista parziale dei videogiochi pubblicati.

### Anni 1980
- Fishing Derby (1980)
- Skiing (1980)
- Freeway (1981)
- Ice Hockey (1981)
- Kaboom! (1981)
- Laser Blast (1981)
- Stampede (1981)
- Barnstorming (1982)
- Enduro (1982)
- Chopper Command (1982)
- Megamania (1982)
- Pitfall! (1982)
- River Raid (1982)
- Sky Jinks (1982)
- Dolphin (1983)
- Frostbite (1983)
- Keystone Kapers (1983)
- Oink! (1983)
- Plaque Attack (1983)
- Pressure Cooker (1983)
- Robot Tank (1983)
- Seaquest (1983)
- Ghostbusters (1984)
- H.E.R.O. (1984)
- On-Court Tennis (1984)
- On-Field Football (1984)
- Park Patrol
- Pastfinder (1984)
- Pitfall II: Lost Caverns (1984)
- Private Eye (1984)
- Space Shuttle: A Journey into Space (1984)
- Toy Bizarre
- Zone Ranger
- Zenji (1984)
- Beamrider
- Boxing
- Bridge
- Checkers
- Commando
- Alcazar: The Forgotten Fortress (1985)
- Ballblazer (1985)
- The Complete Computer Fireworks Celebration Kit
- Cosmic Commuter
- Crackpots
- Double Dragon
- Dragster
- The Eidolon
- Fast Tracks: The Computer Slot Car Construction Kit (1985)
- Garry Kitchen's GameMaker
- Grand Prix
- The Great American Cross-Country Road Race (1985)
- Hacker (1985)
- Little Computer People
- Master of the Lamps (1985)
- Mindshadow (1985)
- Rock n' Bolt (1985)
- Star Rank Boxing (1985)
- Tour de France (1985)
- The Tracer Sanction (1985)
- Web Dimension (1985)
- Aliens: The Computer Game (1986)
- Alter Ego (1986)
- Borrowed Time (1986)
- Championship Baseball (1986)
- The Fifth Axis (1986)
- GBA Championship Basketball (1986)
- GFL Championship Football (1986)
- Hacker II: The Doomsday Papers (1986)
- Howard the Duck (1986)
- Koronis Rift
- Labyrinth (1986)
- Murder on the Mississippi (1986)
- Portal (1986)
- Shanghai (1986)
- Tass Times in Tone Town
- Transformers: The Battle to Save the Earth (1986)
- Enduro Racer (1987)
- Face Off!
- Galactic Games
- GeeBee Air Rally
- Guadalcanal (1987)
- High Frontier
- Kabobber (prototipo)
- Knightmare
- Kung Fu Master
- Quartet (1987)
- Rampage
- Sailing (1987)
- Star Rank Boxing II (1987)
- Top Fuel Eliminator (1987)
- Wonder Boy
- X-15 Alpha Mission
- After Burner (1988)
- Corporation (1988)
- F-14 Tomcat (1988)
- Karnov
- Mindfighter (1988)
- Ocean Ranger (1988)
- Predator (1988)
- River Raid II (1988)
- SDI: Strategic Defence Initiative (1988)
- Spider Fighter
- Starmaster
- Tennis
- The Activision Decathlon
- Altered Beast (1989)
- Apache Strike (1989)
- Beyond Dark Castle
- Dynamite Düx
- Fighter Bomber (1989)
- Galaxy Force (1989)
- Ghostbusters II (1989)
- Mondu's Fight Palace/Tongue of the Fatman (1989)
- The Real Ghostbusters (1989)
- Time Scanner (1989)
- Wonder Boy in Monster Land (1989)
- Thwocker (prototipo)

### Anni 1990
- Atomic Robo-Kid (1990)
- Die Hard (1990)
- Die Hard (1991)
- Dragon Breed (1990)
- Grave Yardage (1990)
- Hammerfist (1990)
- Hot Rod (1990)
- Ninja Spirit (1990)
- Power Drift (1990)
- Sonic Boom (1990)
- Time Machine (1990)
- Plok (1993, solo in Giappone)
- Popeye 2 (1994)
- MechWarrior 2: 31st Century Combat (1995)
- serie su Quake (tranne il primo titolo)
- Interstate '76 (1997)
- NetStorm: Islands at War (1997)
- Battlezone (1998)
- Return to Krondor (1998)
- SiN (1998)
- Guardian's Crusade (1999)
- Civilization: Call to Power (1999)
- serie su Tony Hawk (1999-)

### Anni 2000
- Spider-Man (2000) e successiva serie (fino al 2014)
- serie su X-Men  (2000-in corso) (tranne X-Men: Mutant Academy 2)
- serie su Star Trek (2000-2002)
- Call to Power II (2000)
- Mat Hoffman's Pro BMX (2001)
- Spider-Man 2: Enter Electro (2001)
- The Weakest Link (2001)
- Activision Anthology (2002)
- Star Wars Jedi Knight II: Jedi Outcast (2002)
- Apache Longbow Assault (2003)
- Star Wars Jedi Knight: Jedi Academy (2003)
- serie su True Crime (2003-2005)
- serie su Call of Duty[20] (2003-in corso)
- Doom 3 (2004)
- Rome: Total War (2004)
- Vampire: The Masquerade - Bloodlines (2004)
- Gun (2005)
- Madagascar (2005)
- serie su Guitar Hero[20] (2006-2011) (tranne alcuni titoli)
- serie su Marvel: La Grande Alleanza (2006-in corso)
- The History Channel: Civil War - A Nation Divided (2006)
- Harley-Davidson: Race to the Rally (2006-2007) (Versione per PC)
- Quantum of Solace (2008)
- serie su Prototype (2009-2012)
- Crash Bandicoot Nitro Kart 3D (2008)
- Madagascar 2 (2008)
- Wolfenstein (2009)
- DJ Hero series (2009–2011)
- iCarly (2009)

### Anni 2010
- Blur (2010)
- Cabela's Dangerous Hunts 2011 (2010)
- Crash Bandicoot Nitro Kart 2 (2010)
- GoldenEye 007 (2010)
- James Bond 007: Blood Stone (2010)
- Singularity (2010)
- Spider-Man: Shattered Dimensions (2010)
- iCarly 2: iJoin the Click (2010)
- Transformers: War for Cybertron (2010)
- The Walking Dead: Survival Instinct (2010)
- NASCAR The Game 2011 (2011)
- Transformers: Dark of the Moon (2011)
- GoldenEye 007: Reloaded (2011)
- NASCAR Unleashed (2011)
- Generator Rex: Agent of Providence (2011)
- Skylanders: Spyro's Adventure (2011)
- The Amazing Spider-Man (2012)
- Transformers: La caduta di Cybertron (2012)
- Skylanders: Giants (2012)
- Skylanders: Swap Force (2013)
- Transformers: Rise of the Dark Spark (2014)
- Crash Bandicoot: N. Sane Trilogy (2017)
- Spyro: Reignited Trilogy (2018)
- Sekiro: Shadows Die Twice (2019)
- Call of Duty: Modern Warfare (2019)
- Crash Team Racing Nitro-Fueled (2019)

### Anni 2020
- Call of Duty: Black Ops Cold War (2020)
- Crash Bandicoot 4: It's About Time (2020)
- Tony Hawk's Pro Skater 1+2 (2020)
- Call of Duty: Vanguard (2021)
- Call of Duty: Modern Warfare II (2022)
- Crash Team Rumble (2023)
- Call of Duty: Modern Warfare III (2023)
- Call of Duty: Black Ops 6  (2024)

## Electric Dreams
Electric Dreams era un'editrice britannica con sede a Southampton fondata nel 1985 da Rod Cousens (ex direttore della Quicksilva e divenuto anni dopo amministratore delegato della Acclaim Entertainment e poi della Codemasters) e Paul Cooper in accordo con la Activision, che ne gestiva i dipartimenti vendite, distribuzione e finanza. La Electric Dreams si concentrava su prodotti per i computer più diffusi in Europa, mentre la Activision era USA-centrica; rappresentava perciò il braccio europeo della Activision. Iniziò con lo ZX Spectrum, per il quale pubblicò i ben riusciti I, of the Mask e Riddler's Den, ma si fece notare soprattutto con i giochi multipiattaforma tratti con licenza ufficiale da film come Ritorno al futuro e Aliens, mentre dal 1987 pubblicò anche diverse conversioni di arcade. I giochi venivano sviluppati da esterni o, a partire dal 1986, da uno studio interno chiamato Software Studios. L'etichetta venne chiusa nel 1989, riassorbita nel marchio principale Activision, della quale Rod Cousens divenne direttore internazionale.
Elenco approssimativo dei giochi pubblicati:
- Aliens: The Computer Game (1987), da un originale Activision
- Aliens: The Computer Game (1987), sviluppato internamente e distinto dal precedente
- Back to the Future (1986)
- Big Trouble in Little China (1987)
- Chameleon (1986)
- Championship Sprint (1987)
- Citadel (1989)
- Dandy (1986)
- Deus Ex Machina (1986)
- Explorer (1986)
- Firetrack (1987)
- Firetrap (1987)
- Grand Prix Selection (1989), raccolta di giochi di corse
- Hijack (1986)
- I, of the Mask (1985)
- ISS: Incredible Shrinking Sphere (1989)
- Karnov (1987)
- Mermaid Madness (1986)
- Millennium 2.2 (1989)
- Nihilist (1987)
- Off the Hook (1986), raccolta di 10 giochi, per beneficenza verso organizzazioni contro la tossicodipendenza
- Prodigy (1986)
- Riddler's Den (1985)
- The Rocky Horror Show (1985)
- RMS Titanic (1986)
- R-Type (1988)
- Spindizzy (1986)
- Spindizzy Worlds (1990)
- Spy's Demise & The Spy Strikes Back (1985), raccolta
- Star Raiders II (1987)
- Super Hang-On (1987)
- Super Sprint (1987)
- Tempest (1987)
- Wicked (1989)
- Winter Sports (1985)
- XARQ: The Zimmerman Trenches (1986)
- Zoids (1986)